# Quito
Quito ([ˈkito]), ufficialmente San Francisco de Quito, è la capitale dell'Ecuador, capoluogo della Provincia del Pichincha e sede del Distrito Metropolitano de Quito.
È situata sopra il bacino idrografico di Guayllabamba, sulle pendici orientali dello stratovulcano attivo Pichincha, nella parte occidentale delle Ande. Si trova a un'altitudine di 2850 m sul livello del mare, il che ne fa la seconda capitale amministrativa più alta del mondo, dopo La Paz. La sua popolazione è di 2 239 191 abitanti, tra l'area urbana (1 609 418 abitanti) e quella rurale (620 658) (Censimento nazionale del 2010). La città è suddivisa in 32 unità amministrative, le Parroquias, le quali si suddividono a loro volta in barrios.
La data della fondazione è incerta. I primi insediamenti sull'altopiano (El Inga) sono attestati millenni prima di Cristo. Tuttavia la data di nascita ufficiale della città è considerata il 6 dicembre del 1534 con la conquista spagnola. Fu la prima città dichiarata, insieme a Cracovia in Polonia, come Patrimonio dell'umanità dall'UNESCO, il 18 settembre 1978. Nel 2008 è stata nominata sede dell'Unione delle Nazioni Sudamericane (Unasur).

## Geografia fisica

### Territorio

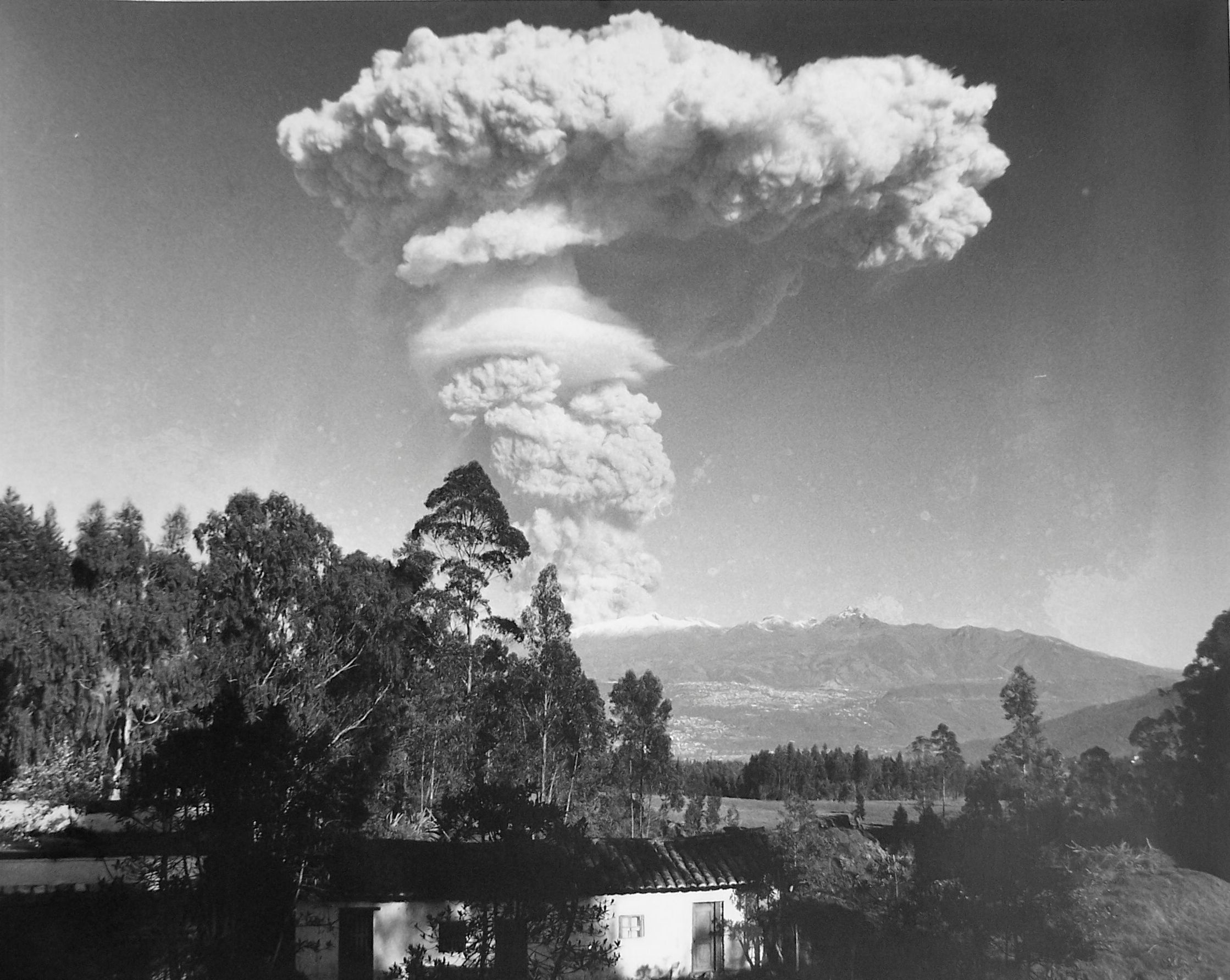
L'eruzione del Pichincha nel 1999

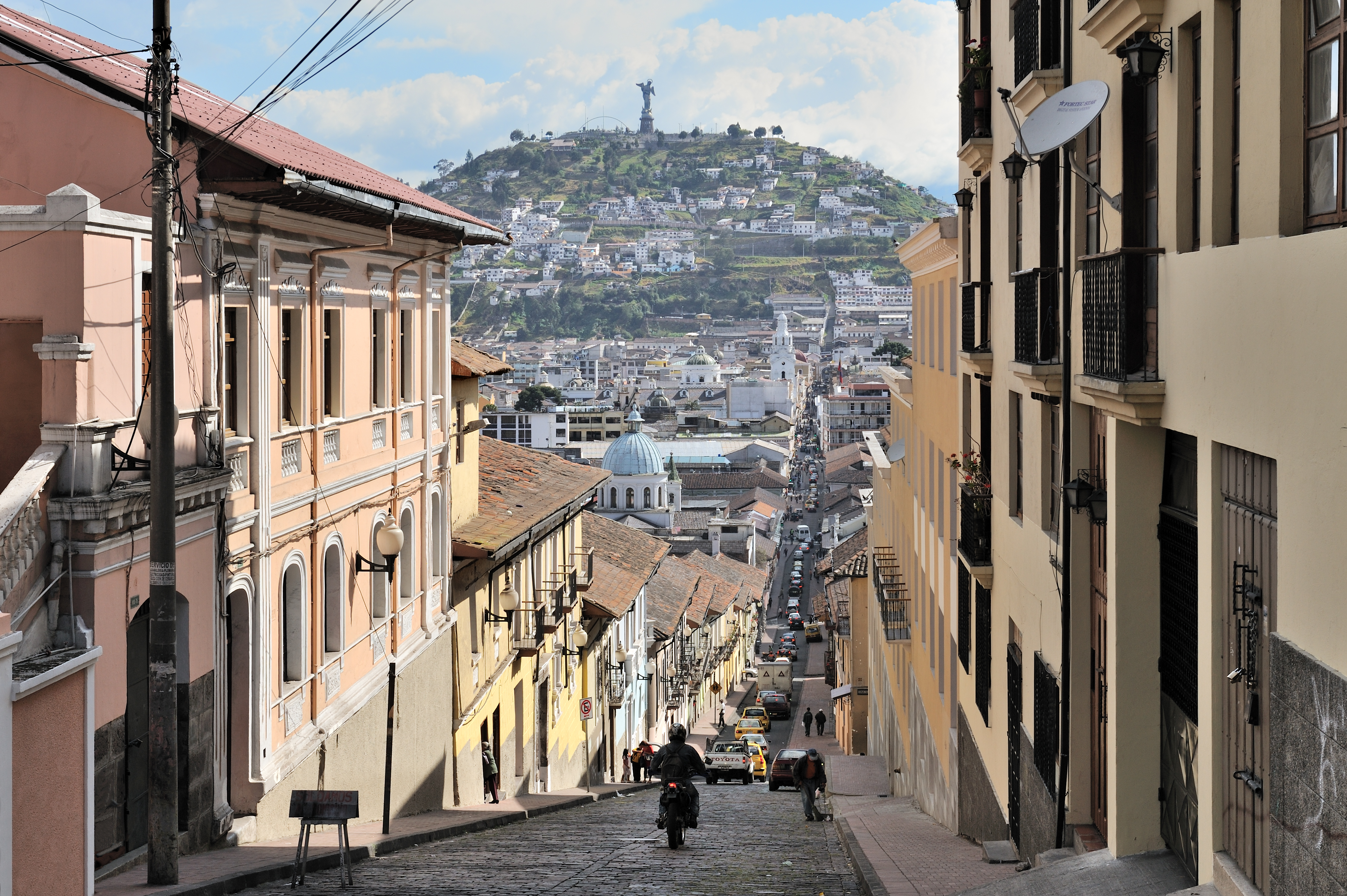
Vista del centro storico. Sullo sfondo è visibile la Vergine di Quito, posta sul Panecillo

La città e il distretto si trovano ubicati principalmente nella valle di Quito, che forma parte del bacino di Guayllabamba, a un'altitudine media di 2850 m.s.l.m. La città è delimitata dal vulcano Casitagua al nord, la faglia geologica EC-31 a est, le faglie orientali del Pichincha ad ovest e dal vulcano Atacazo a sud. Le sue dimensioni cittadine sono di circa 50 km in longitudine da nord a sud e di 8 km di larghezza da est a ovest.
Centinaia di milioni di anni fa, nel paleozoico, si svilupparono le basi di quella che poi sarebbe diventata la Cordigliera delle Ande, quando iniziò la subduzione della placca di Nazca sotto alla placca sudamericana, quella che apparteneva all'antico continente di Gondwana. La maggiore attività tellurica si registrò durante il periodo quaternario nel pleistocene, la quale formò il paesaggio accidentato della città. Nel pliocene, si presentarono vari eventi di considerabile importanza nel paese e nel continente, e anche se la città non fu particolarmente influenzata da questi eventi, qualche assestamento di quel periodo è visibile nella zona est della città.
Successivamente la morfología del distretto continuò a trasformarsi; i periodi glaciali coprirono la regione di ghiaccio, il quale si sciolse progressivamente per il cambio climatico naturale che sperimentò il pianeta dopo l'ultima glaciazione, complice anche una serie di eruzioni vulcaniche che contribuirono allo scioglimento dei ghiacci. Si formarono così paludi  e lagune in tutto il territorio, alcune delle quali erano alimentate da fiumi formatisi per il disgelo delle cime innevate. Gli abitanti di quel periodo costruirono le loro case vicino a uno dei laghi più grandi del distretto, chiamato Iñaquito, che scomparve con l'opera di drenaggio che realizzarono gli spagnoli al loro arrivo.
Attualmente, Quito si trova su un terreno irregolare ha un'altitudine che oscilla tra i 2800 mslm delle zone pianeggianti ai 3100 mslm dei quartieri più elevati. Il paesaggio che si è formato è irregolare e con limiti ben definiti: nella sua parte centrale è diviso dalla collina del Panecillo (3035 m.s.l.m), a est dalle alture di Puengasí, Guanguiltagua e Itchimbía. La principale catena montagnosa appartenente al vulcano Pichincha, chiude a ovest la città con le sue tre differenti vette, il Guagua Pichincha (4794 m), il Rucu Pichincha (4.698 m) e il Condor Guachana. A causa di questi limiti naturali la città possiede una forma allungata, la cui larghezza non supera i 8 km, mentre il distretto occupa ben 12.000 km² della valle. Il punto più basso si trova a 2680 m a El Condado, mentre il più alto è la sommità del La Libertad a 3400 m, ad ovest dal centro della città e nel lato orientale dello stesso Pichincha, dove nel 1822 si svolse la famosa battaglia che liberò l'Ecuador dal dominio spagnolo.

### Clima
Sebbene sorga a pochi chilometri dall'equatore, a causa della elevata altitudine Quito gode di un clima temperato, con notti fresche e precipitazioni abbondanti. Una stagione secca esiste, dura da giugno a settembre, periodo nel quale le precipitazioni sono scarse, non superando i 70 mm, contro i 150 mm del solo mese marzo e i 170 di aprile, i mesi mediamente più piovosi della capitale ecuadoriana. In luglio e agosto la temperatura è leggermente più calda di giorno, mentre nel resto dell'anno la si può definire temperata. Le notti sono fresche. Nel gennaio del 2006 la temperatura scese eccezionalmente sotto lo zero, arrivando a −2 °C.
Sotto, la tabella climatica di Quito con le temperature minime, medie e massime registrate dal National Oceanic and Atmospheric Administration dal 1991 al 2000 al vecchio Aeroporto Internazionale Mariscal Sucre, a quel tempo situato nel centro della città.) I dati sulle precipitazioni si riferiscono alla media del periodo 1981-2010.
| Quito                        | Mesi | Mesi | Mesi | Mesi | Mesi | Mesi | Mesi | Mesi | Mesi | Mesi | Mesi | Mesi | Anno  |
| Quito                        | Gen  | Feb  | Mar  | Apr  | Mag  | Giu  | Lug  | Ago  | Set  | Ott  | Nov  | Dic  | Anno  |
| ---------------------------- | ---- | ---- | ---- | ---- | ---- | ---- | ---- | ---- | ---- | ---- | ---- | ---- | ----- |
| T. max. media (°C)           | 19,1 | 19,1 | 19,1 | 19,4 | 19,2 | 19,7 | 19,8 | 20,3 | 20,3 | 20,1 | 19,3 | 19,3 | 19,6  |
| T. media (°C)                | 13,4 | 13,6 | 13,4 | 13,6 | 13,7 | 13,8 | 13,9 | 14,0 | 13,8 | 13,7 | 13,3 | 13,5 | 13,6  |
| T. min. media (°C)           | 9,6  | 9,7  | 9,8  | 9,9  | 9,6  | 9,1  | 8,6  | 8,7  | 8,9  | 9,0  | 9,1  | 9,9  | 9,3   |
| T. max. assoluta (°C)        | 33,0 | 28,6 | 32,0 | 25,6 | 30,4 | 29,0 | 31,0 | 27,0 | 29,0 | 27,0 | 29,3 | 29,0 | 33,0  |
| T. min. assoluta (°C)        | 1,0  | 0,0  | −5,0 | 0,0  | −1,0 | 0,0  | 0,0  | 0,6  | 0,9  | 1,0  | 0,0  | 0,0  | −5,0  |
| Precipitazioni (mm)          | 83   | 111  | 147  | 171  | 106  | 40   | 22   | 28   | 69   | 115  | 109  | 100  | 1 101 |
| Giorni di pioggia            | 13   | 14   | 19   | 20   | 17   | 10   | 7    | 7    | 12   | 18   | 16   | 15   | 168   |
| Umidità relativa media (%)   | 80   | 81   | 82   | 82   | 80   | 75   | 67   | 65   | 70   | 79   | 79   | 79   | 76,6  |
| Ore di soleggiamento mensili | 167  | 140  | 132  | 136  | 164  | 189  | 219  | 216  | 186  | 167  | 167  | 175  | 2 058 |

## Storia
Di origine pre-incaica, fu un centro economico e politico di grande importanza al centro-nord di quello che oggi è il territorio dell'Ecuador dove si sviluppò la cultura quitus (da qui il suo nome). Con l'arrivo degli Inca la città acquisì anche un'importanza militare divenendo il secondo centro politico dell'Impero Inca, distante oltre 2000 km dalla capitale Cuzco, alla quale era unita da un'importante strada. Benché il suo territorio fosse stato annesso all'impero nel 1430, gli Inca non dominarono la popolazione bensì ne rispettarono la cultura, arricchendola e convertendo la città in un grande centro urbano.
Il penultimo sovrano Inca, Huayna Cápac, passò a Quito gli ultimi anni della sua vita e, secondo una versione contestata, in punto di morte, suddivise il regno in due parti: il figlio Atahuallpa, il suo favorito, si stabilì a Quito che divenne la capitale della parte dell'impero a lui assegnata, mentre il fratello Huáscar rimase con la parte dell'impero di Cuzco.
Con l'arrivo degli spagnoli, il condottiero inca Rumiñahui preferì distruggere la città lasciando solo cenere e nascondendo i tesori in modo che gli invasori europei non trovassero nulla. La storia ispanica di Quito, però, comincia il 24 agosto del 1534 con la fondazione di Santiago de Quito nelle vicinanze di Riobamba, città distrutta dagli indigeni ostili alla conquista e rifondata, da Benalcazar, con il nome di San Francisco de Quito, il 6 dicembre del 1534 dove attualmente sorge, alle falde del vulcano Pichincha. Grazie all'arrivo di numerose comunità religiose la città crebbe rapidamente e si sviluppò acquisendo grande importanza culturale e religiosa.
La città mantenne la sua importanza essendo il nesso tra i "virreinati" di Nueva Granada e il Perù, e fu la prima città americana a organizzarsi in vista dell'indipendenza dalla corona spagnola, il 10 agosto 1809: in onore di questo avvenimento la città è anche denominata Luz de America. Dopo anni di tentativi falliti, il 24 maggio 1822 l'esercito indipendentista guidato da Antonio José de Sucre entrò a Quito ed ebbe definitivamente la meglio sugli spagnoli nella Battaglia di Pichincha. Con l'indipendenza dalla Spagna divenne uno dei tre centri politici della Grande Colombia e nel 1830, con la dissoluzione di questa, fu riconosciuta come capitale dell'Ecuador.

## Monumenti e luoghi d'interesse
Quito conta la più ricca e importante collezione di arte coloniale d'America, In effetti la scuola d'arte quitegna fu la più importante della colonia e si evidenzia per artisti indigeni e meticci di grande valore che hanno lasciato una eredità senza paragoni nel nuovo continente. Il centro storico della città ospita 40 chiese e cappelle, 16 convitti e monasteri con i suoi chiostri, 17 piazze, 12 sale capitolari, 12 musei e innumerevoli cortili di straordinaria bellezza.
I monumenti più importanti sono la chiesa della Compagnia di Gesù, ispirata alla Chiesa del Gesù di Roma, e considerata una delle più importanti opere barocche del Sud America; la chiesa di San Francisco (1534-1650), quella di San Agustin, la Basilica del Voto Nacional e il complesso di edifici affacciati sulla Plaza Grande: la cattedrale, il palazzo arcivescovile, il palazzo di Carondelet (attuale sede del governo). Il centro storico è di per sé un monumento che dimostra l'abilità e l'origine meticcia da cui proviene la cultura ecuadoriana.
Proprio per l'importanza di questi patrimoni architettonici, l'UNESCO ha dichiarato Quito patrimonio dell'umanità nel 1978
Un importante sito turistico di Quito è El Panecillo, una collina al centro della città che si eleva a oltre 3000 m s.l.m. e dalla quale è possibile osservare tutta la città e i dintorni, comprese le fiancate del vulcano Pichincha dove, nel 1822, il Mariscal Sucre sconfisse gli spagnoli nella famosa battaglia di liberazione dell'Ecuador. Sulla sua vetta è posta una statua di una Madonna alata alta 45 metri, costruita nel 1976 dall'artista spagnolo Agustín de la Herrán Matorras.

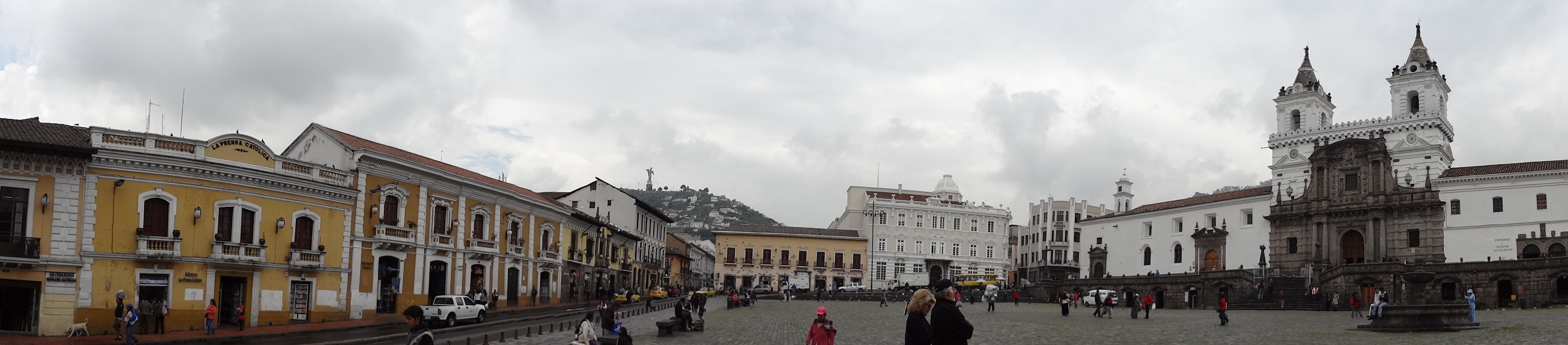
Piazza San Francisco nel centro storico di Quito. Sulla destra l'omonima chiesa-

### Parchi
Numerosi in parchi cittadini, come il Parco La Carolina, situato a nord-ovest della città e che si estende per 64 ettari, dentro il quale si trovano tra gli altri il Parco Náutico, il Giardino botanico di Quito, il Museo Ecuadoriano di scienze naturali e il Parco interattivo di dinosauri meccanici.
Più a nord ancora si trova il Parco Metropolitano Guanguiltagua, che con un'estensione di 557 ha è considerato il polmone della città. Verso il centro della città si trovano invece il Parco El Ejido e il Parco Alameda, il più antico parco cittadino, dentro il quale si trova l'Osservatorio astronomico di Quito, costruito nella seconda metà del XIX secolo.

## Società

### Evoluzione demografica
Il Distretto Metropolitano di Quito, nome ufficiale del Cantone di Quito, aveva nel censimento del 2010 2,2 milioni di abitanti, risultando la seconda città più popolata dell'Ecuador dopo Guayaquil. L'intera area metropolitana di Quito, che include anche le parrocchie suburbane di Conocoto, Amaguaña, Cumbaya, Nayón, Zambiza, Llano Chico, Calderón, Pomasqui, San Antonio, Tumbaco, Guangopolo, Puembo, Alangasi, La Merced e Sangolquí. ha una popolazione totale di 2 495 043 abitanti.
Abitanti censiti

### Etnie e minoranze straniere
Secondo il censimento nazionale del 2010 dell'Instituto Nacional de Estadística y Censos (INEC) la maggioranza degli abitanti di Quito è di etnia meticcia (82,8%), con una presenza del 6,70% di bianchi, del 4,70% di afroecuadoriani e del 4,10% di indigeni.

### Religione

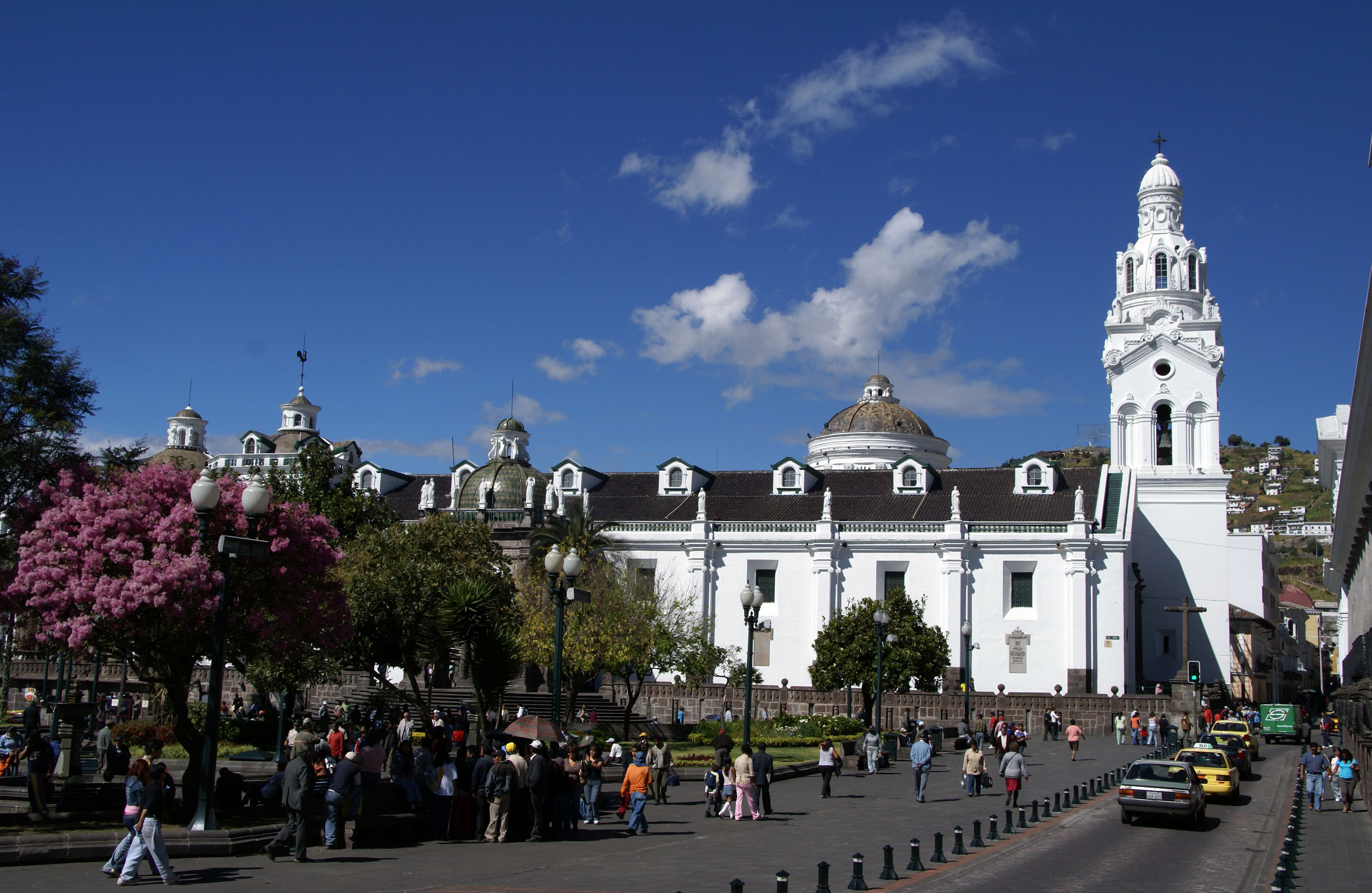
La Cattedrale di Quito

Come nel resto del paese, la religione praticata prevalentemente è quella cattolica. L'Arcidiocesi di Quito è divisa in 15 zone pastorali a lor volta divise in 176 parrocchie ecclesiastiche.

## Cultura

### Università
La città e i suoi dintorni è dotata di un buon numero di università, la più antica delle quali, l'Universidad Central del Ecuador fu fondata nel 1826.
Sotto, un elenco dei maggiori istituti di formazione superiore di Quito, ordinate per anno di fondazione:
| Fondazione | Università                                  | Università |
| ---------- | ------------------------------------------- | ---------- |
| 1826       | Universidad Central del Ecuador             | UCE        |
| 1869       | Escuela Politécnica Nacional                | EPN        |
| 1946       | Pontificia Universidad Católica del Ecuador | PUCE       |
| 1977       | Escuela Politécnica del Ejército            | ESPE       |
| 1986       | Universidad Tecnológica Equinoccial         | UTE        |
| 1993       | Universidad Internacional SEK Ecuador       | UISEK      |
| 1994       | Universidad Politécnica Salesiana           | UPS-Q      |
| 1995       | Universidad San Francisco de Quito          | USFQ       |
| 1995       | Universidad de las Américas                 | UDLA       |
| 1996       | Universidad Internacional del Ecuador       | UIDE       |

#### Ricerca
- Flora Huayaquilensis, raccolta di documenti di carattere medico e botanico del Dr. Eduardo Estrella Aguirre circa la ricerca di Juan José Tafalla Navascués dal 1799 al 1808. Aguirre, autore della biografia di Tafalla, nel 1989 trovò alcuni documenti inediti risalenti a due secoli prima al Real Jardín Botánico de Madrid, e riguardanti l'opera di Tafalla Flora Huayaquilensis[20][21].

#### Musei
Il Museo Nazionale Ecuadoriano di Medicina è stato fondato nel 1983 da Eduardo Estrella, con l'appoggio del Ministero della Cultura dell'Ecuador. Eduardo Estrella studiò negli Stati Uniti e in Spagna e successivamente ottenne un dottorato presso l'Università Cattolica di Quito negli anni ottanta, dopo varie pubblicazioni sulla medicina dei paesi andini e sulla storia della medicina. Il museo è dotato di due grandi archivi, denominati archivio e biblioteca, e del museo vero e proprio dove sono esposti vari reperti storici divisi in ordine cronologico. Tre sale sono dedicate alla medicina aborigena e tradizionale, quattro sale per la medicina coloniale e altre quattro per la medicina repubblicana.

### Musica
Il gruppo musicale pop rock Cruks en Karnak è originario di Quito, e prima di raggiungere la notorietà nazionale e internazionale si esibiva nei pub della città.

### Arte

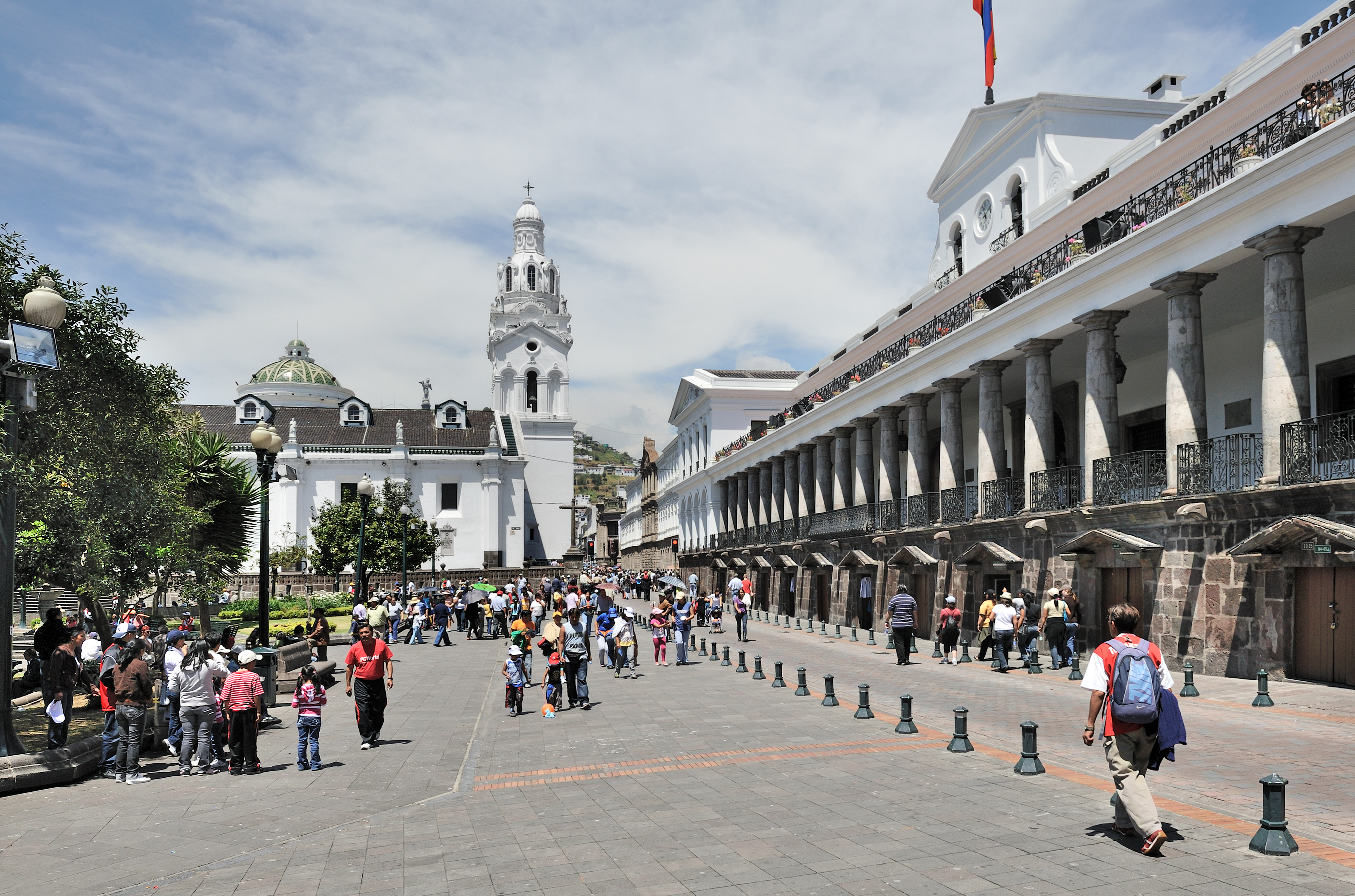
Piazza dell'Indipendenza con a destra il palazzo del governo e in fondo la cattedrale metropolitana.

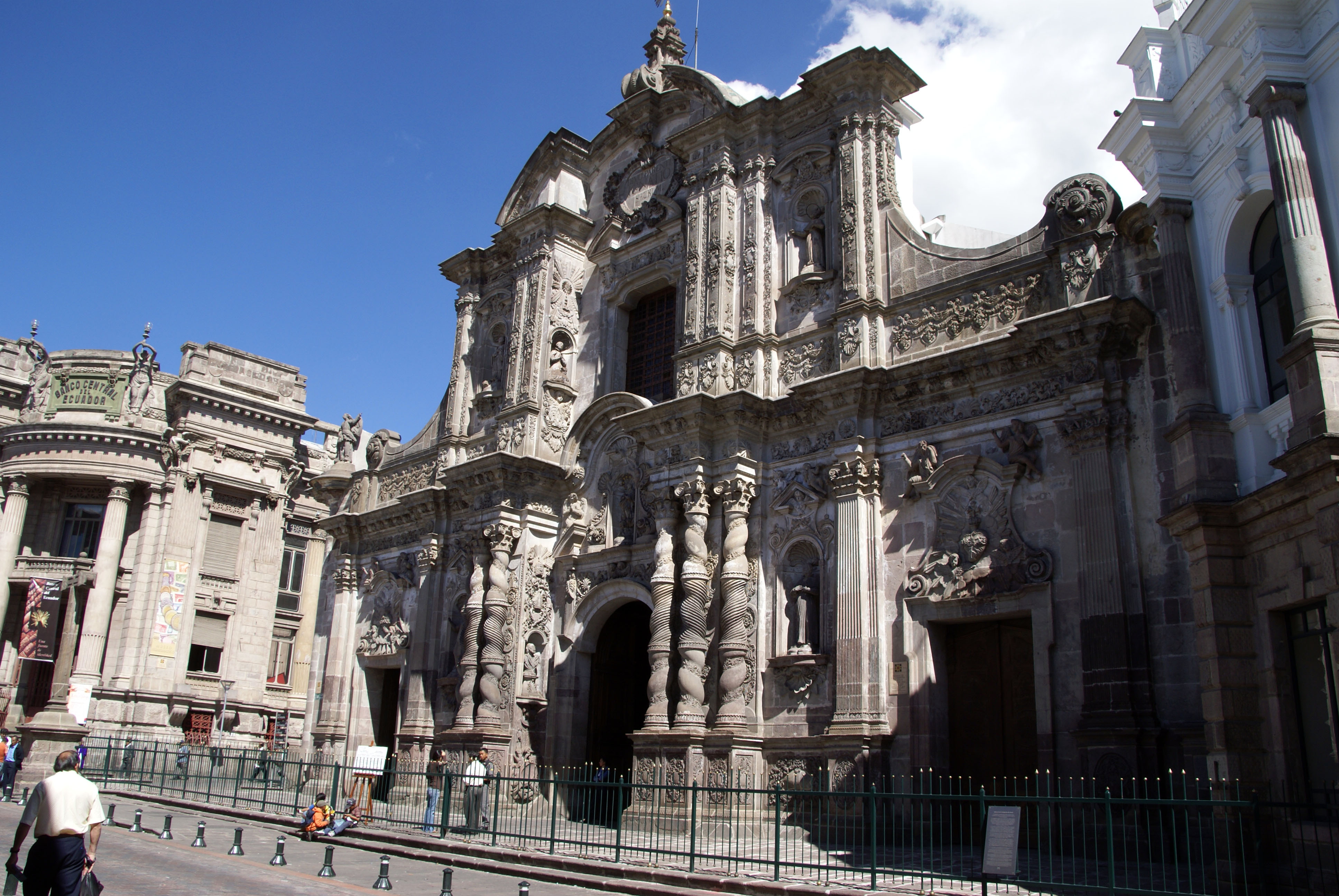
Chiesa della Compagnia

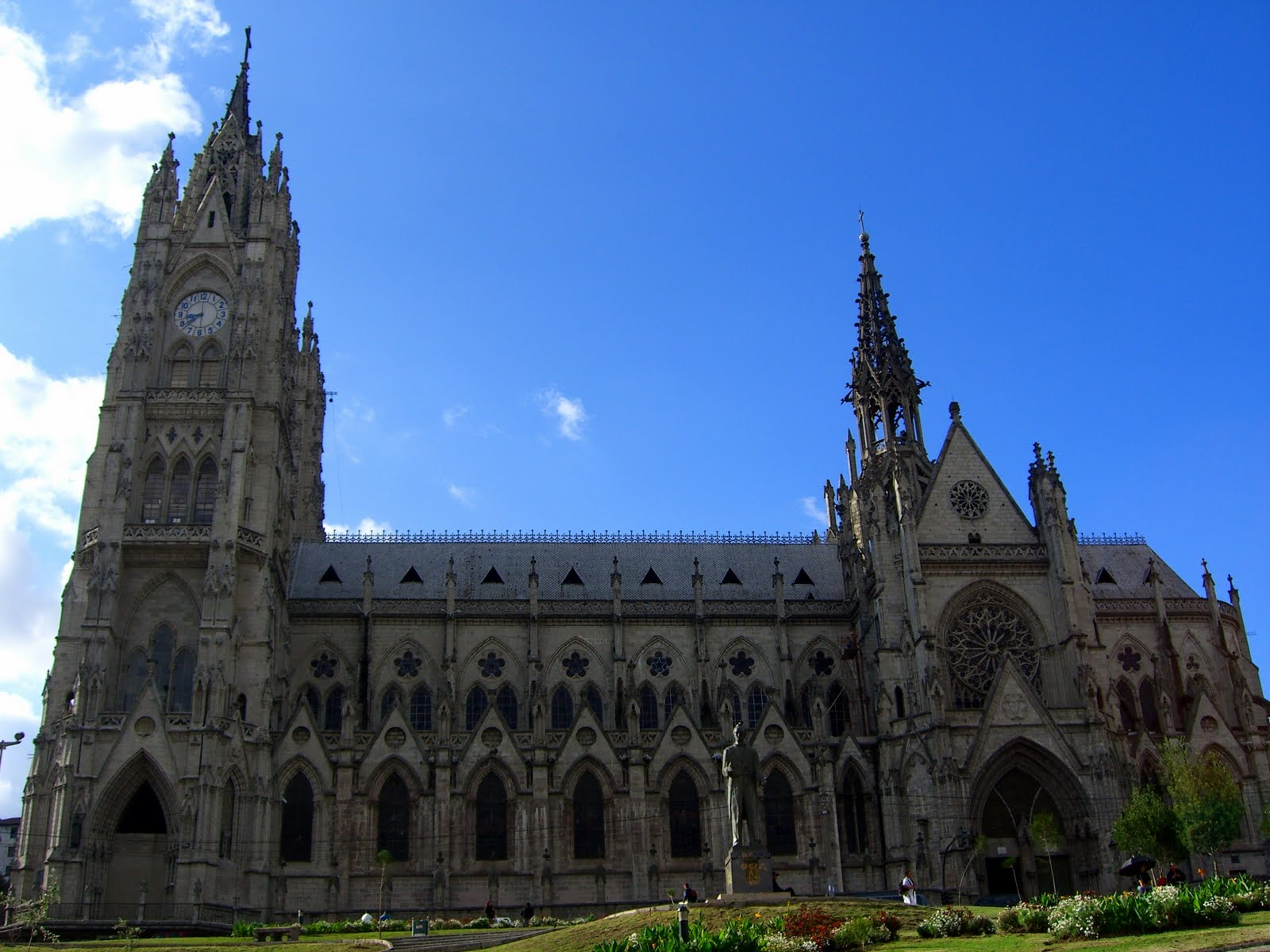
Basilica del Voto Nacional

La città è caratterizzata dalle architetture spagnolo-coloniali barocche dei sec. XVI e XVII. I monasteri di San Francesco (al cui interno è stato allestito anche un museo) e di San Domenico e la chiesa della Compagnia di Gesù, con l'annesso collegio, hanno interni riccamente decorati e rappresentano l'esempio più classico della cosiddetta scuola barocca di Quito, in cui si fondono elementi spagnoli, italiani, moreschi e fiamminghi, con l'aggiunta di un influsso dell'arte indigena precolombiana.
Il convento francescano dell'Immacolata Concezione, fondato nel 1577, uno dei più antichi della città, è notevole per il suo aspetto imponente e i suoi vasti spazi; il convento El Tejar, del XVIII secolo, è caratteristico per le torrette che gli conferiscono un aspetto orientaleggiante.
Tra gli edifici civili spiccano il palazzo del Governo e l'università statale, entrambi settecenteschi. Nell'interno della cerchia urbana sono compresi anche alcuni siti archeologici, fra cui i più importanti sono quelli di La Florida e Rumipamba, con testimonianze rispettivamente del 500 e del 2000 circa a.C.; Rumipamba è stato trasformato in un parco ecologico-archeologico, aperto nel 2009. Il Museo Oswaldo Guayasamín è dedicato all'opera del grande artista di origine indigena che nei suoi lavori ha espresso la fusione fra cultura indigena e cultura europea, ricavandone una sintesi innovativa. Il Museo del Banco Central conserva reperti antichi, dal IV millennio a.C. fino alla civiltà degli Inca, con una ricca collezione di maschere rituali in oro. Interessante anche il museo dedicato all'arte coloniale.

## Economia
Collegata alle principali città del Paese tramite una ferrovia (Guayaquil-San Lorenzo) e la Carretera Panamericana, Quito è un importante centro amministrativo e commerciale. Posta al centro di una ricca area agricola, resa fertile dalle ceneri del Pichincha, la città ospita alcune industrie manifatturiere di trasformazione dei prodotti agricoli locali (birra, conserve, latticini), tessili, calzaturiere, chimiche, petrolchimiche, cartarie, meccaniche, farmaceutiche, del legno, della gomma, del tabacco e del cemento. I collegamenti internazionali sono affidati all'aeroporto Mariscal Sucre.

## Infrastrutture e trasporti

### Strade
A causa della geografia della città, che si estende da nord a sud, è lunga circa 50 km e larga solo 8 km (da est a ovest), le vie più importanti di Quito si estendono da nord a sud. Il viale più lungo che attraversa la città da nord a sud è l'asse longitudinale Avenida 10 agosto (che diventa Galo Plaza a nord e Avenida Vicente Maldonado a sud). Il viale che attraversa la città da nord a sud sul lato ovest è l'Avenida Occidentale Mariscal Sucre mentre la superstrada che attraversa la città da nord a sud sul lato orientale è il Corredor Simon Bolivar. Sono in progettazione ed esecuzione numerose grandi arterie di collegamento soprattutto verso la parte orientale, in direzione del nuovo aeroporto, ubicato ora nella valle di Tumbaco.
Nella parte sud della città si trova il terminale terrestre di Quitumbe, che collega con un servizio ininterrotto di autobus dalla capitale alle varie destinazioni del centro e del sud dell'Ecuador. Un'altra stazione di autobus, più piccola, è presente nel nord della città e collega Quito con le regioni del nord dell'Ecuador.

### Aeroporti
La città è servita dall'Aeroporto Internazionale Mariscal Sucre, che era posto dentro il perimetro della città. Dal 2013 è in funzione un nuovo aeroporto, costruito a 25 km dal centro della città, in località Tababela. Inizialmente il flusso da e per l'aeroporto è stato talvolta problematico per via delle strade non progettate per sopportare l'aumento del traffico dovuto all'ubicazione del nuovo aeroporto, tuttavia, alla fine del 2014 l'apertura di un nuovo ponte sul Rio Chiche con superstrada a 6 corsie ha reso possibile decongestionare il flusso in direzione del nuovo aeroporto negli orari di punta.

### Mobilità urbana

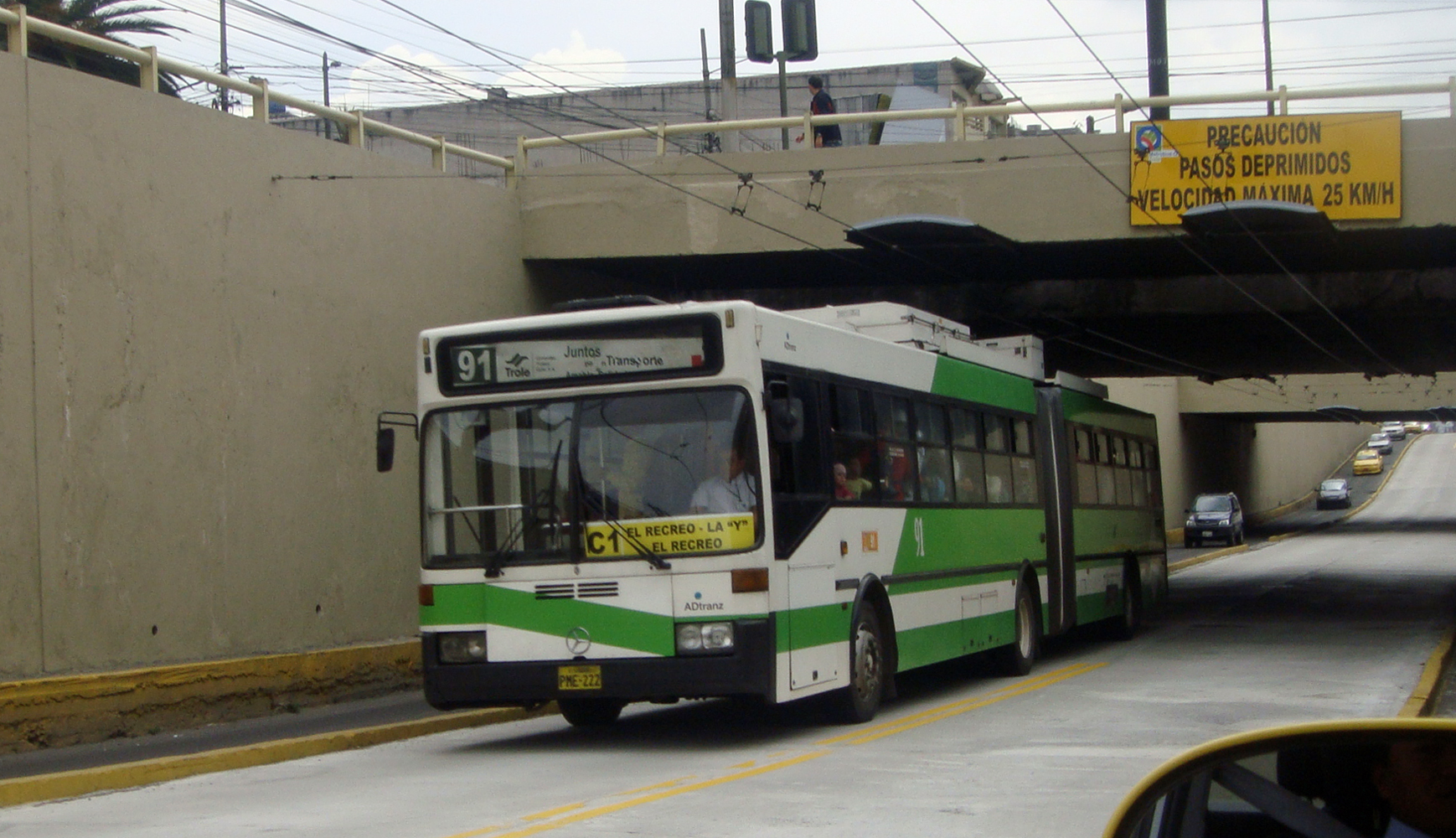
Uno dei tanti trole di Quito, autosnodati usati popolarmente per la mobilità degli abitanti.

Gli abitanti di Quito si spostano prevalentemente in troles, filobus cittadini il cui costo fisso è di 35 centesimi di dollaro (17 cents la tariffa ridotta), e che con varie linee che attraversano la città da nord a sud (e viceversa), e in Ecovìa, autobus alimentati a motore Diesel ecologici, che coprono gran parte della città da sud a nord. Nel 2013 è iniziata la costruzione della prima tratta della linea di metropolitana; la seconda fase dei lavori, iniziata nel 2016, dovrebbe portare all'inaugurazione della linea entro il 2020.

### Pista ciclabile

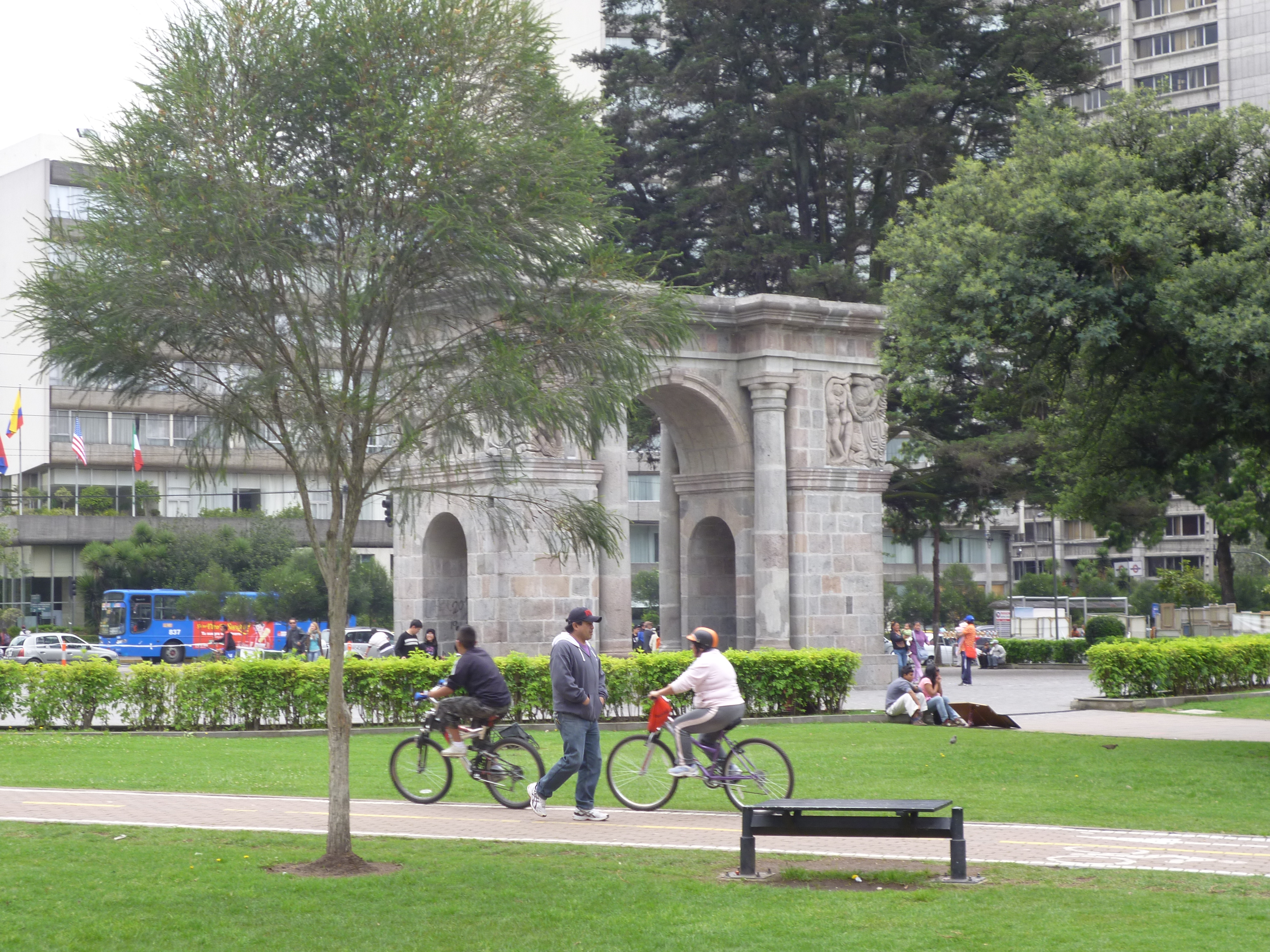
Parco Ejido, Ciclopaseo Domenicale

Il Ciclopaseo è un progetto organizzato dal Ciclopolis, organizzazione locale di promozione per l'uso della bicicletta in città. Il percorso della ciclovia è di 30 km che tagliano la città da nord a sud, ed è chiusa al traffico ogni domenica dalle 8 alle ore 14:00 per consentire il transito a ciclisti e pedoni. Il progetto è gestito in collaborazione con il comune di Quito e scorre per diversi luoghi tipici della città, dal Parco Carolina, al Parco Ejido, al centro storico di Quito, all'Avenida Amazonas, e a El Panecillo
L'apertura della pista ciclabile ebbe luogo nell'aprile del 2003, quando il percorso era di 9,5 km e 3 000 persone parteciparono per l'inaugurazione della pista. L'evento è cresciuto in popolarità e in sei mesi la strada era cresciuto a 20 km con 25 000 partecipanti. Il progetto è stato parzialmente ispirato dalla pista ciclabile della capitale colombiana Bogotà, il cui sindaco, Antanas Mockus, pedalò a fianco di Paco Moncayo, sindaco di Quito, nel maggio 2003. Nel mese di ottobre di quell'anno, il Rotary Club di Quito ha omaggiato il progetto con il premio "Premio Rotary Quito Metropolitano".

## Geografia antropica

### Suddivisioni amministrative
Quito è divisa in zone metropolitane conosciute come Administraciones Zonales, ognuno delle quali è diretta da un amministratore di zona nominato dal sindaco. Esistono otto zone metropolitane, a loro volta divise in 32 parrocchie urbane e 33 rurali e suburbane.

#### Amministrazioni zonali

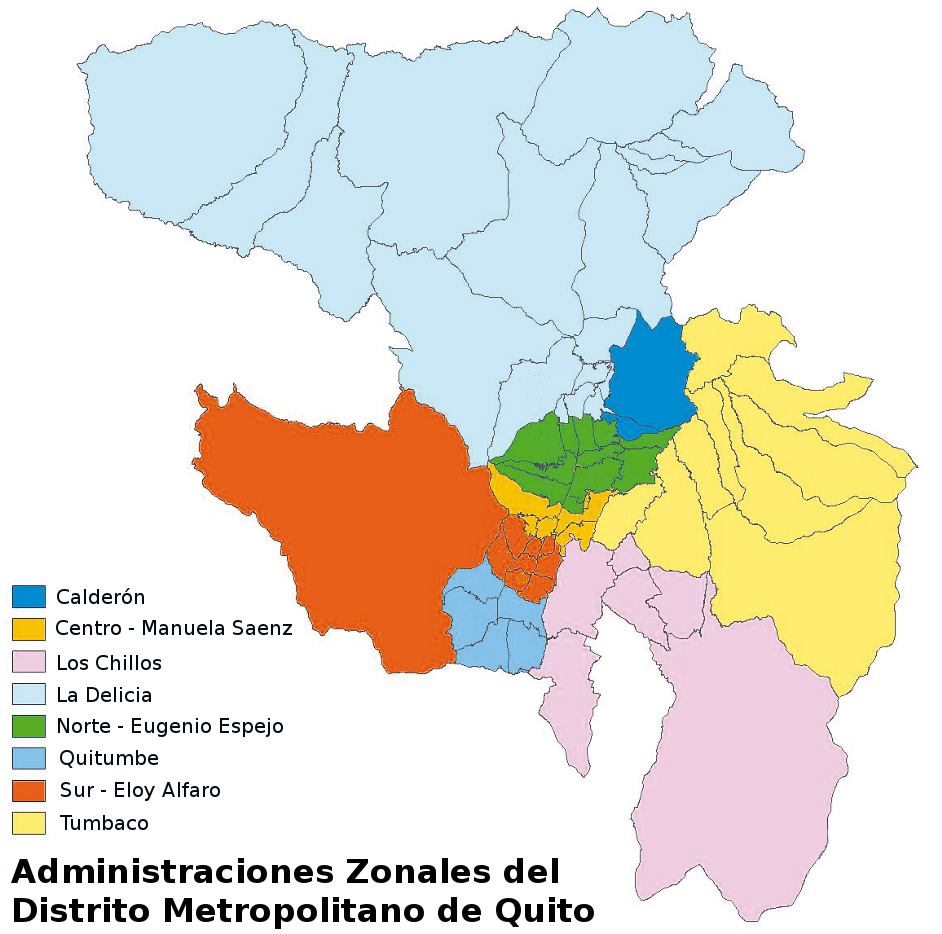
Amministrazioni zonali di Quito

1. La Delicia
2. Calderon
3. Eugenio Espejo (nel nord)
4. Manuel Saenz (centro)
5. Eloy Alfaro (sud)
6. Tumbaco
7. Los Chillos
8. Quitumbe

#### Parrocchie

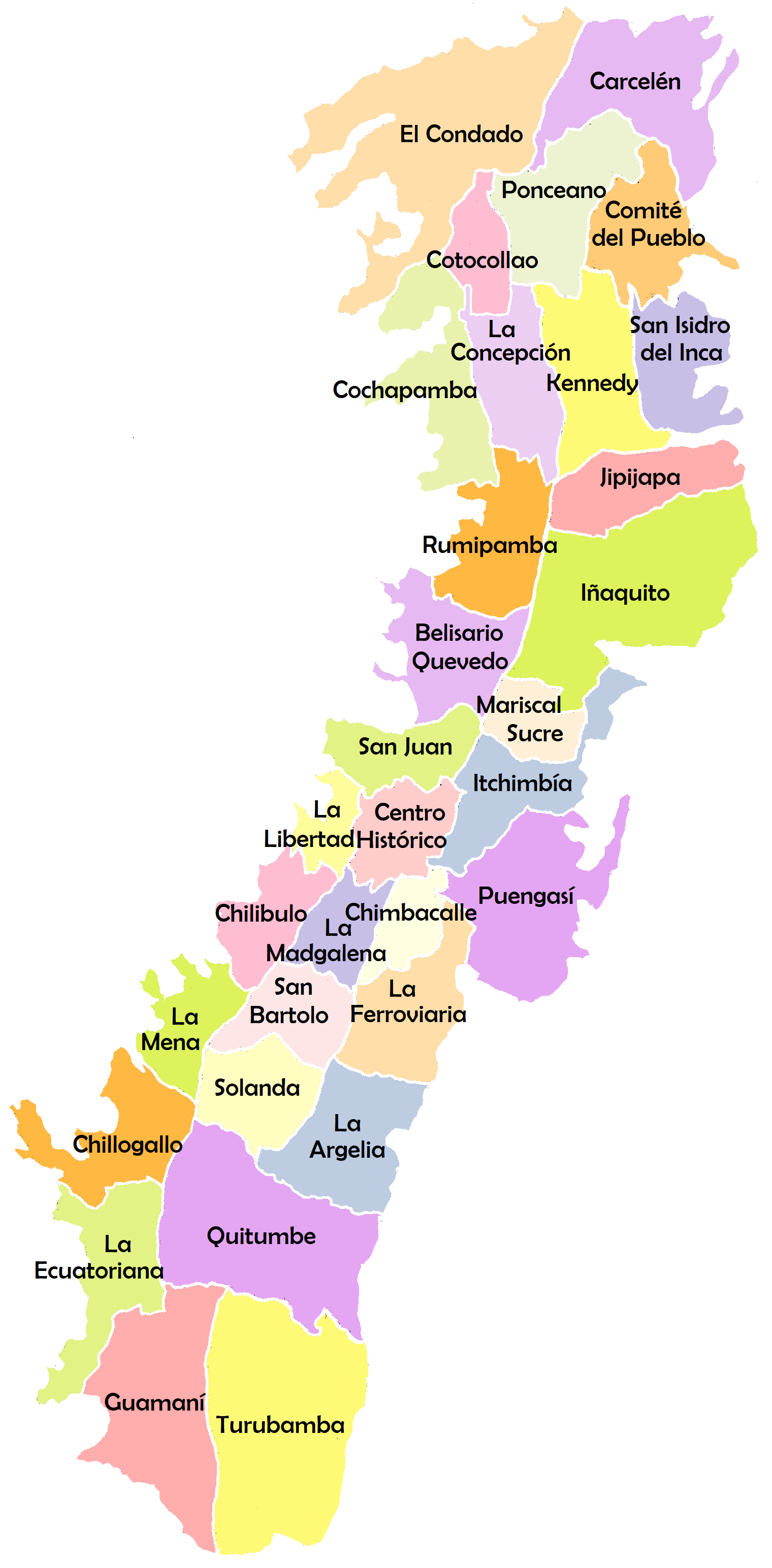
Parrocchie urbane del Distretto Metropolitano

In Ecuador la parrocchia è il terzo livello amministrativo, dopo la provincia e il cantone, che nel caso di Quito è chiamato Distretto Metropolitano. Nonostante anche le parrocchie urbane facciano parte del Cantone di Quito, solo quelle urbane sono localizzate nella città vera e propria.

##### Parrocchie urbane
1. Belisario Quevedo
2. Carcelén
3. Centro Histórico
4. Chilibulo
5. Chillogallo
6. Chimbacalle
7. Cochapamba
8. Comité del Pueblo
9. Concepción
10. Cotocollao
11. El Condado
12. El Inca
13. Guamaní
14. Iñaquito
15. Itchimbía
16. Jipijapa
17. Kennedy
18. La Argelia
19. La Ecuatoriana
20. La Ferroviaria
21. La Libertad
22. La Mena
23. Magdalena
24. Mariscal Sucre
25. Ponceano
26. Puengasí
27. Quitumbe
28. Rumipamba
29. San Bartolo
30. San Juan
31. Solanda
32. Turubamba

## Amministrazione

### Gemellaggi
Sotto, la lista delle città gemellate con Quito al 18 marzo 2014
- Louisville, dal 1984
- Asunción, dal 1995
- Saint-Denis, dal 1995
- Ixcán, dal 1995
- Belo Horizonte, dal 2006
- San Salvador, dal 1996
- Managua, dal 1997
- Lima, dal 1997
- Montreal, dal 1997
- Antigua Guatemala, dal 1998
- La Paz, dal 1999
- Cumaná, dal 2002
- Miami-Dade, dal 2002
- L'Avana, dal 2003
- Valparaíso, dal 2003

- Cracovia, dal 2004
- Santa Cruz de la Sierra, dal 2004
- Santa Ana de Coro, dal 2004
- Barcellona, dal 2005
- Mosca, dal 2006
- Guarulhos, dal 2006
- Rio de Janeiro, dal 2006
- Medellín, dal 2006
- Toronto, dal 2007
- Bogotà, dal 2008
- Cienfuegos, dal 2008
- Città del Messico, dal 2009
- Tegucigalpa, dal 2010
- Sucre, dal 2012
- Tshwane, dal 2013

## Sport

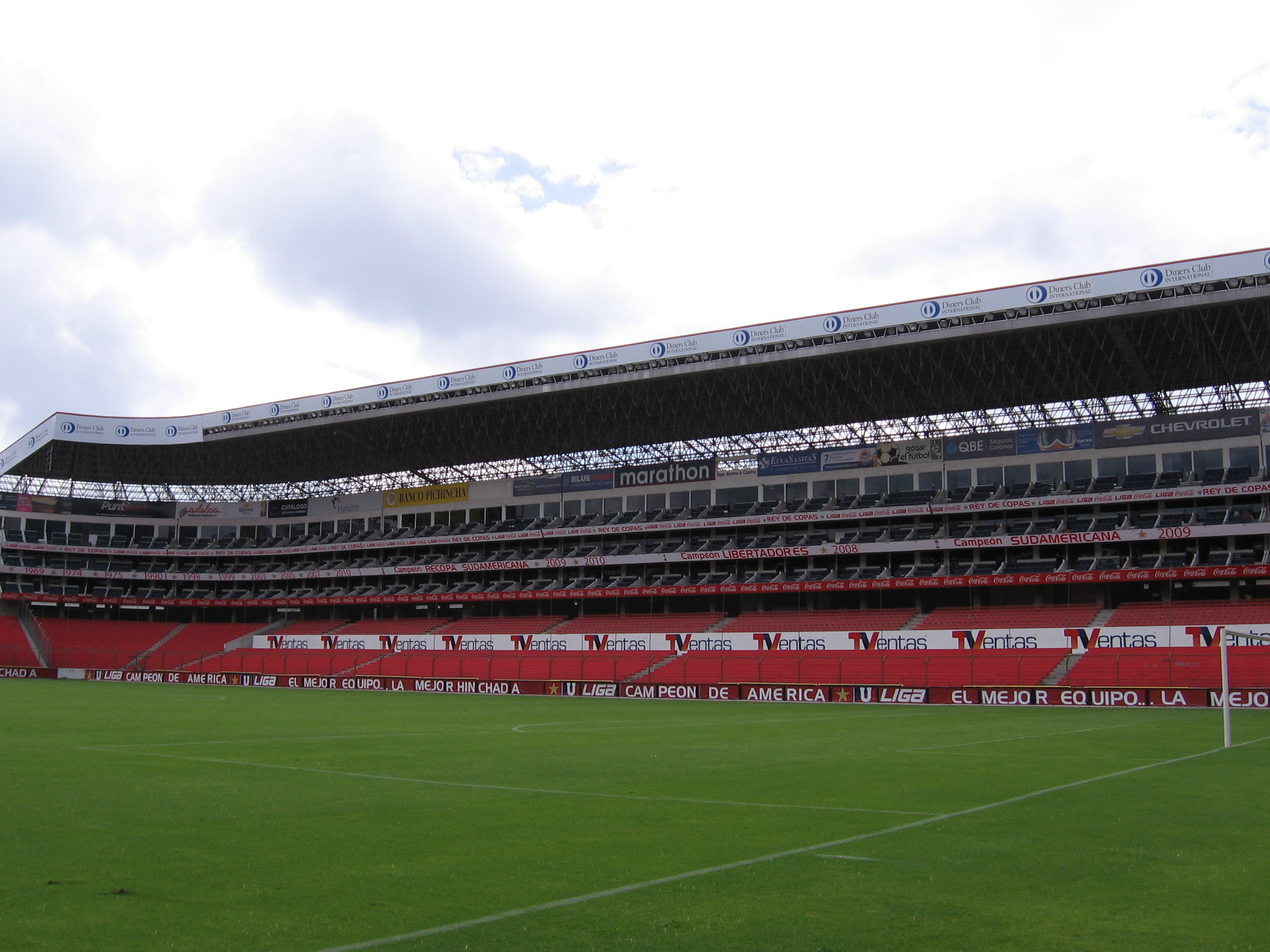
La "Casa Blanca", lo stadio più moderno di Quito e casa della LDU Quito

Quito è sede di sette squadre di calcio di primo piano del paese. I primi tre club della città (El Nacional, Deportivo Quito e LDU Quito) hanno vinto complessivamente 28 campionati nazionali, più della metà di tutti i campionati disputati. Il Deportivo Quito e l'Aucas sono state le prime squadre di Quito a giocare nel campionato nazionale. Il Deportivo Quito fu anche il primo a vincere il titolo nazionale. La LDU Quito è l'unico club ecuadoriano ad aver vinto 4 titoli continentali. Il El Nacional è la seconda squadra più titolata nella storia dell'Ecuador, mentre l'América de Quito è stato uno dei club più titolati in passato, tuttavia in tempi recenti è stato relegato in serie inferiori.
Le squadre di calcio professionistiche di Quito sono:
- América de Quito
- Aucas
- Deportivo Quito
- El Nacional
- ESPOLI
- LDU Quito
- Universidad Católica

## Galleria d'immagini

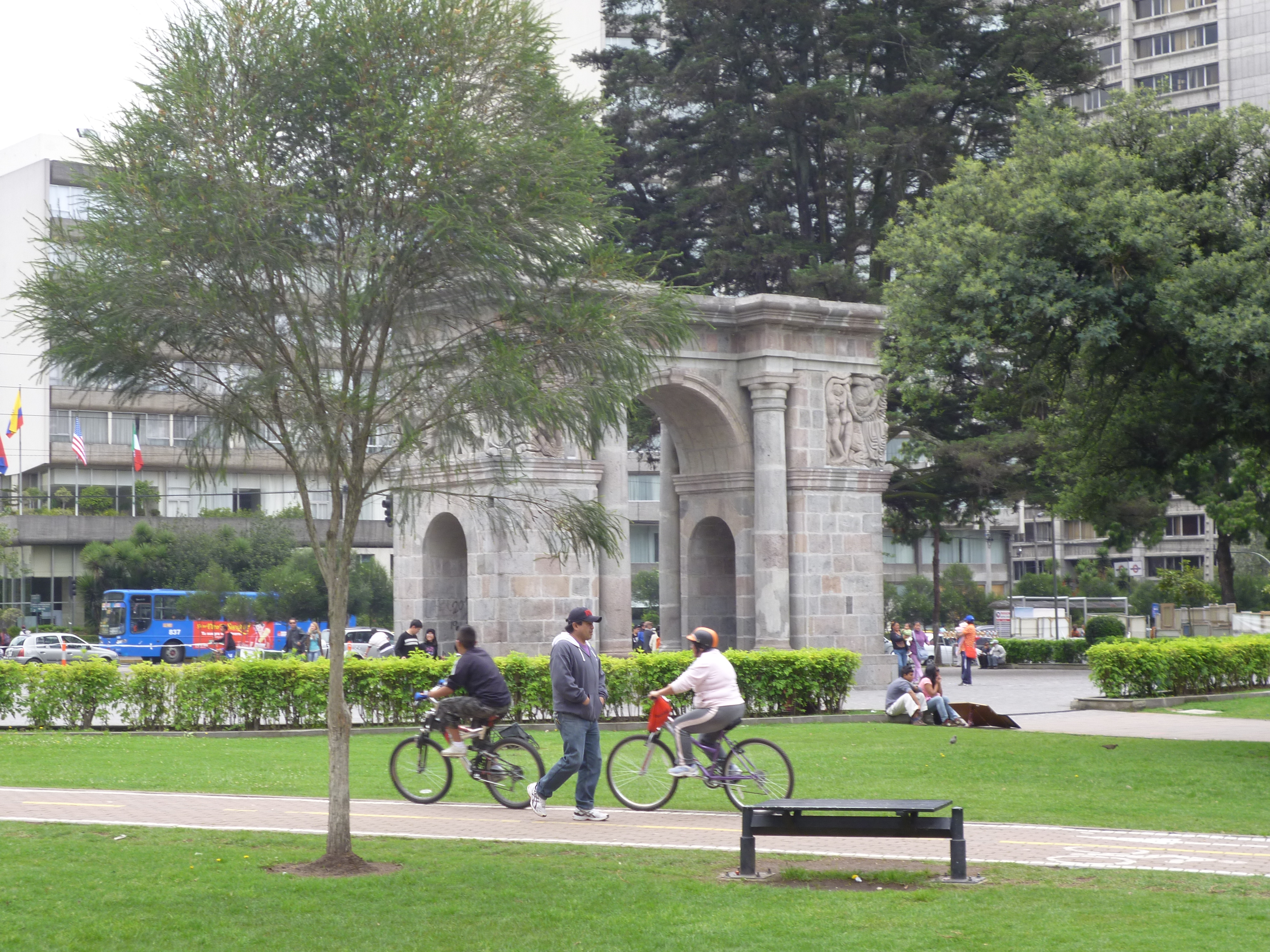
Parque El Ejido
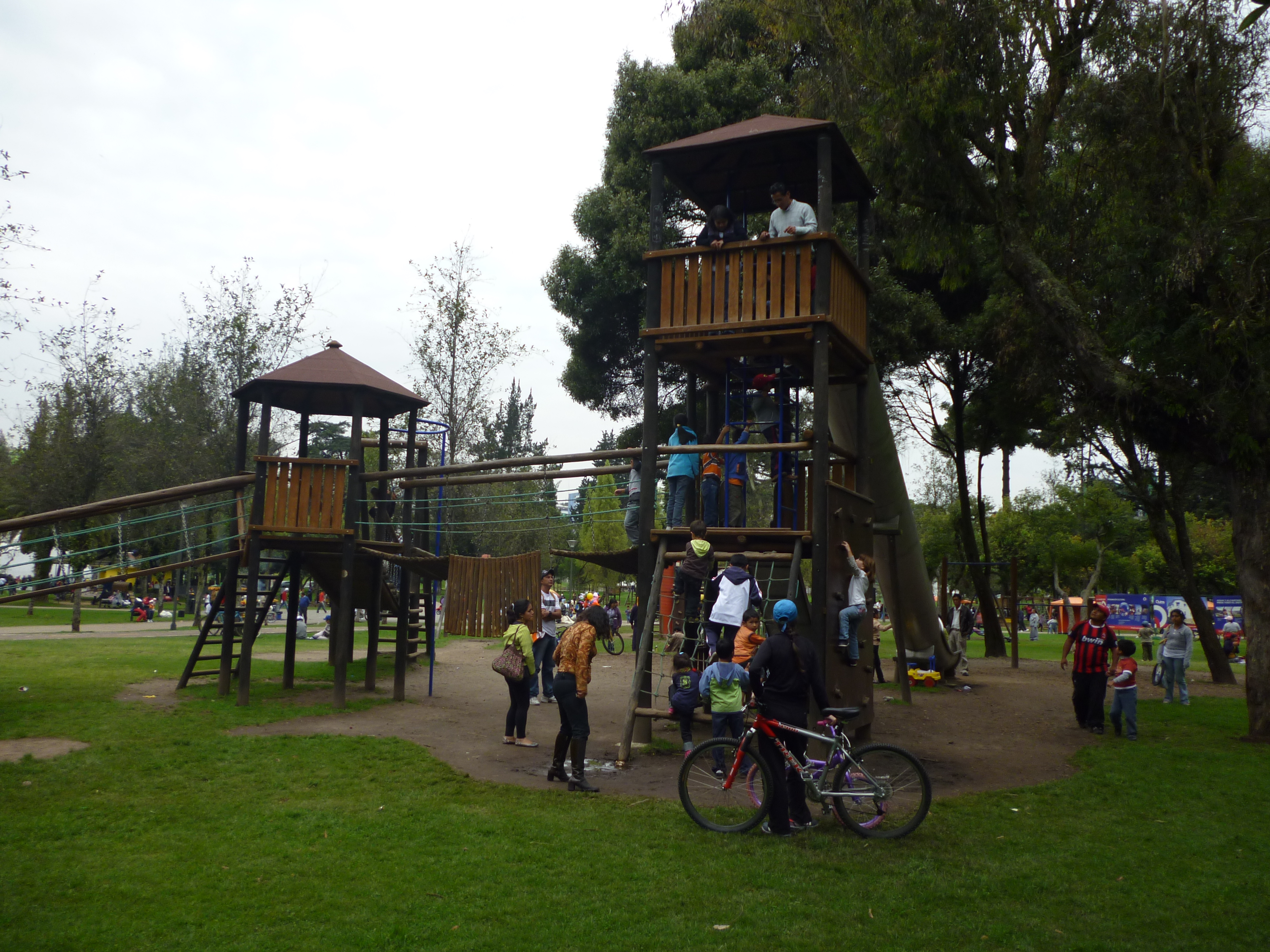
Parco giochi per bambini, Parque El Ejido
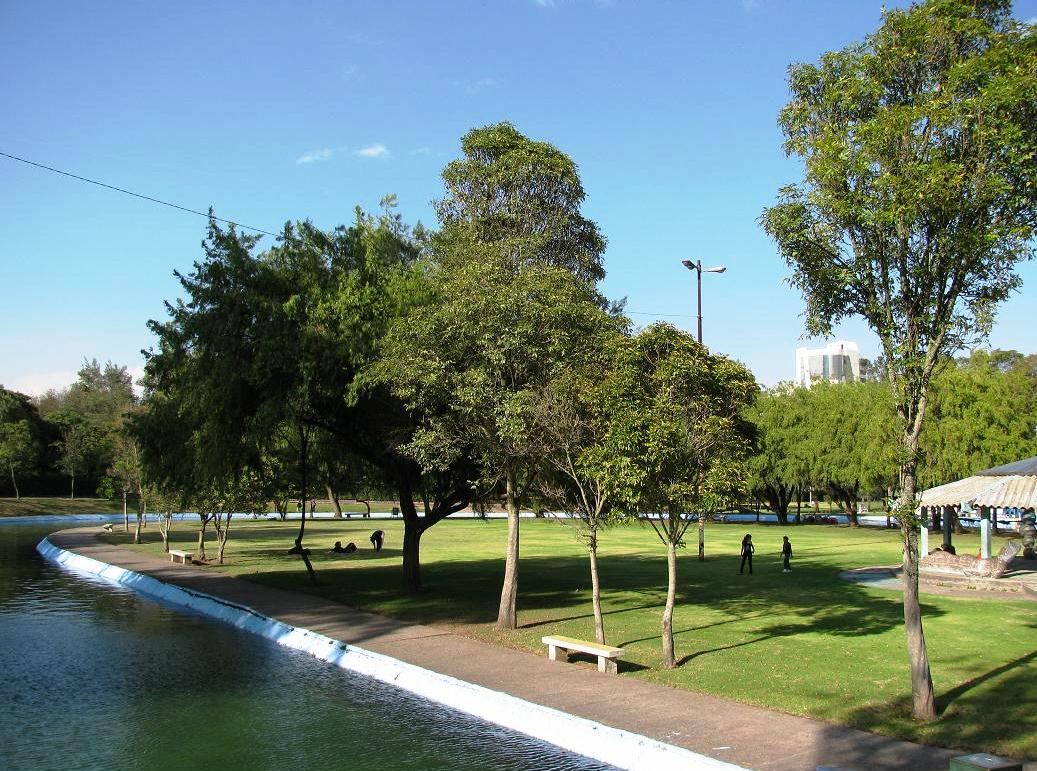
Parque La Carolina
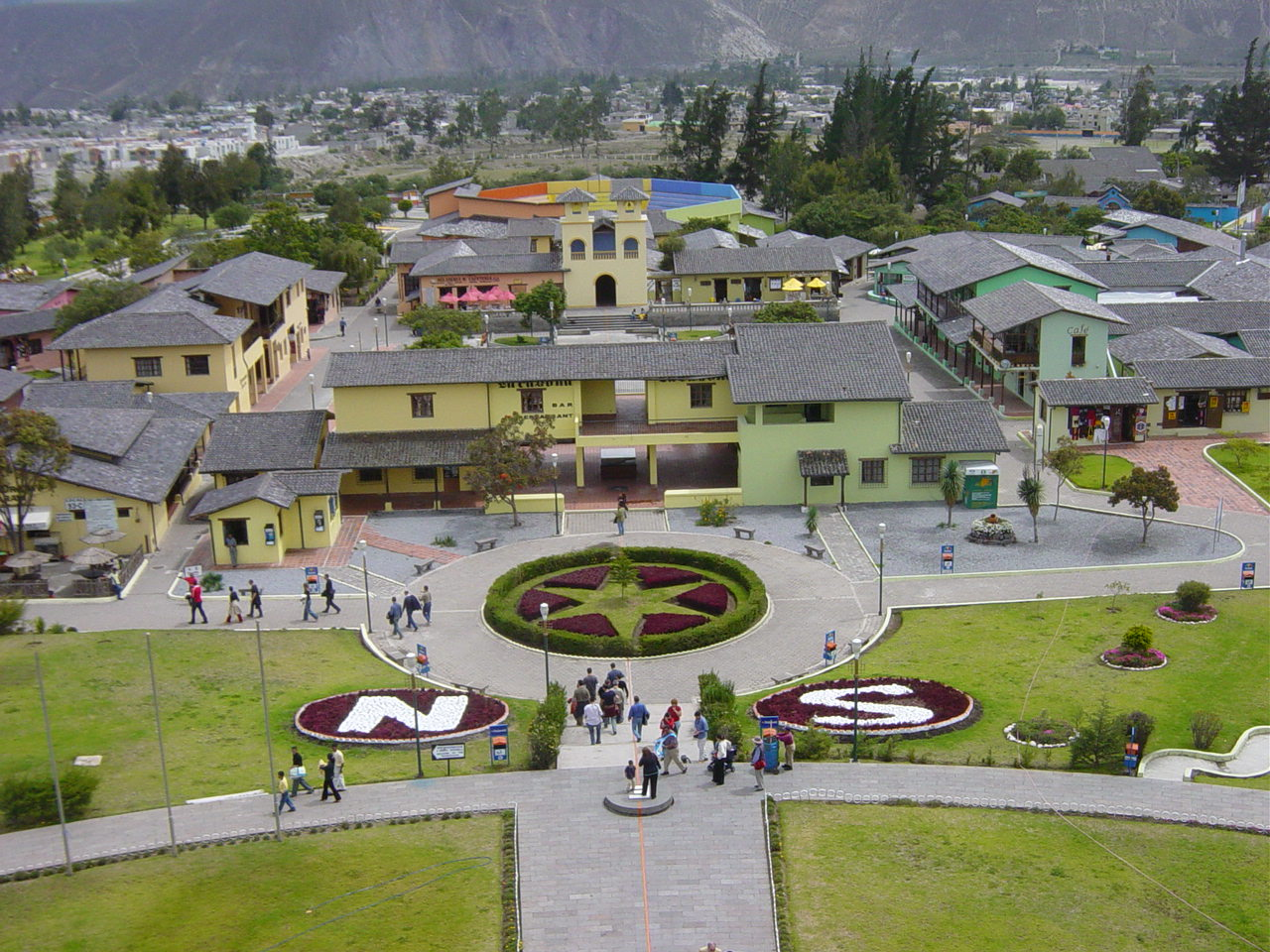
Mitad del Mundo, dove passa la linea dell'equatore
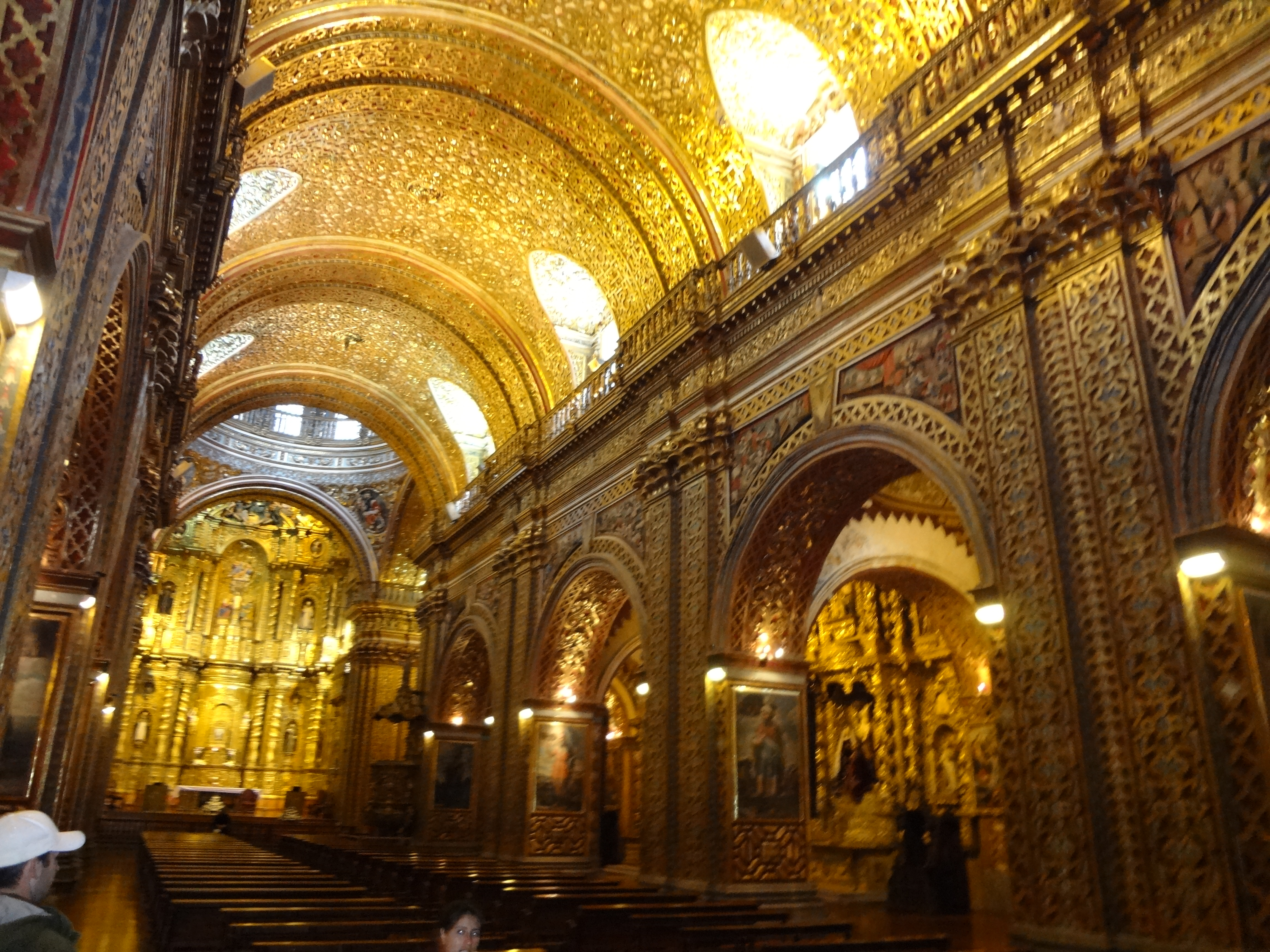
Interno dell'Iglesia de la Compañía
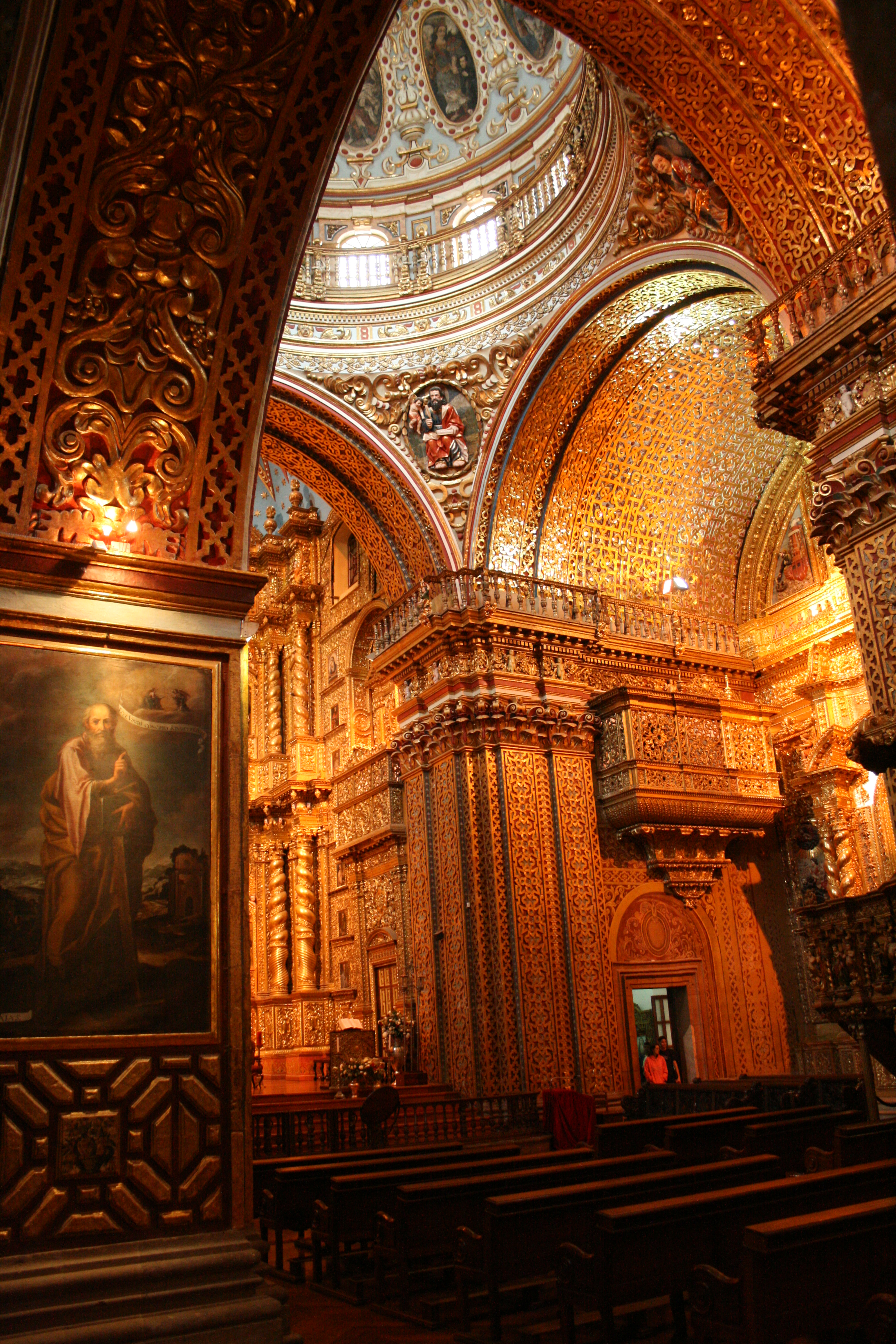
Interno dell'Iglesia de la Compañía